# 龍が如くスタジオ
龍が如くスタジオ（りゅうがごとくスタジオ）は、セガのコンピュータゲーム開発チーム。

## 概要
2011年8月31日に開催した「『龍が如くスタジオ』発足記者発表会」にて発足を発表。セガ第一CS研究開発部の部内スタジオである。
主にアクションアドベンチャーゲームを開発し、スタジオ名でもある代表作の『龍が如く』シリーズの他、『スーパーモンキーボール』などのタイトルも手掛けている。
また、龍が如くスタジオ独自開発のゲームエンジンに『ドラゴンエンジン』があり、日本国内では2016年12月8日にPlayStation 4ハード専用タイトルとして発売した『龍が如く6 命の詩。』以降の開発タイトルで活用しているだけではなく、『バーチャファイター eスポーツ』などの他部署の開発タイトルにも採用されている。
「『本格的な人間ドラマ』が味わえる作品を創造し続けるクリエイター集団」と位置づけられており、同スタジオを形容する際にこのコピーが使われることが多い。
2021年10月8日にセガの龍が如くスタジオ公式サイトで、制作総指揮の名越稔洋とスタジオ代表の佐藤大輔がセガ退職の発表をしたことに伴い、龍が如くスタジオは新体制への移行を発表。新たに横山昌義がスタジオ代表/制作総指揮となった。

## 主な所属クリエイター

### 現在
- 横山昌義 - 龍が如くスタジオ代表・制作総指揮
- 阪本寛之 - 龍が如くシリーズチーフプロデューサー
- 堀井亮佑 - 龍が如くシリーズチーフディレクター
- 三嶽信明 - 龍が如くシリーズアートディレクター
- 伊東豊 - 龍が如くスタジオ技術責任者・『ロストジャッジメント』ディレクター
- 深川大輔 - 龍が如くスタジオ映像監督・デザインパート責任者
- 反町孝之 - 龍が如くスタジオチーフアニメーションディレクター

### 過去
- 名越稔洋 - 制作総指揮
- 佐藤大輔 - スタジオ代表

## 開発タイトル
括弧内は日本における発売日と対応機種。一部タイトルのXbox One版とPC版は、国内においても海外向けの作品名がそのまま使用されている。
- バイナリー ドメイン（2012年2月16日、PlayStation 3・Xbox 360・Windows）
- クロヒョウ2 龍が如く 阿修羅編（2012年3月22日、PlayStation Portable） ※シンソフィアとの共同開発
- 龍が如く1&2 HD EDITION（2012年11月1日、PlayStation 3）
  - 龍が如く1&2 HD for Wii U（2013年8月8日、Wii U）
- 龍が如く5 夢、叶えし者（2012年12月6日、PlayStation 3）
  - 龍が如く5 夢、叶えし者（PS4版）（2019年6月20日、PlayStation 4）
  - Yakuza 5 Remastered（2021年1月28日、Xbox One・Windows（Steam））
- 龍が如く 維新!（2014年2月22日、PlayStation 3・PlayStation 4）
- 龍が如く0 誓いの場所（2015年3月12日、PlayStation 3・PlayStation 4）
  - Yakuza 0（Steam版）（2018年8月2日、Windows（Steam））
  - Yakuza 0（Xbox One版、for Windows 10）（2020年2月26日、Xbox One・Windows（Microsoft Store））
- 龍が如く 極（2016年1月21日、PlayStation 3・PlayStation 4）
  - Yakuza Kiwami（Steam版）（2019年2月20日、Windows（Steam））
  - Yakuza Kiwami（Xbox One版、for Windows 10）（2020年4月26日、Xbox One・Windows（Microsoft Store））
- 龍が如く6 命の詩。（2016年12月8日、PlayStation 4）
  - Yakuza 6: The Song of Life（Xbox One版、for Windows 10）（2021年3月25日、Xbox One・Windows（Microsoft Store））
  - Yakuza 6: The Song of Life（Steam）（2021年6月10日、Windows（Steam））
- 龍が如く 極2（2017年12月7日、PlayStation 4）
  - Yakuza Kiwami 2（Steam版）（2019年5月9日、Windows（Steam））
  - Yakuza Kiwami 2（Xbox One版、for Windows 10）（2020年7月29日、Xbox One・Windows（Microsoft Store））
- 北斗が如く（2018年3月8日、PlayStation 4）
- 龍が如く3（PS4版）（2018年8月9日、PlayStation 4）
  - Yakuza 3 Remastered（2021年1月28日、Xbox One・Windows（Steam））
- 龍が如く ONLINE（2018年11月21日-、iOS・Android・Windows）
- JUDGE EYES:死神の遺言（2018年12月13日、PlayStation 4）
  - JUDGE EYES:死神の遺言 [新価格版]（2019年7月18日、PlayStation 4）
  - JUDGE EYES:死神の遺言 Remastered（2021年4月23日、PlayStation 5・Xbox Series X/S・Google Stadia）
- 龍が如く4 伝説を継ぐもの（PS4版）（2019年1月17日、PlayStation 4）
  - Yakuza 4 Remastered（2021年1月28日、Xbox One・Windows（Steam））
- たべごろ!スーパーモンキーボール（2019年10月31日、PlayStation 4・Nintendo Switch・Xbox One[注 2]）
  - Super Monkey Ball: Banana Blitz HD（2019年12月11日、Windows（Steam））
- 新サクラ大戦（2019年12月12日、PlayStation 4）※イベントシーンの開発協力
- 龍が如く7 光と闇の行方（2020年1月16日、PlayStation 4）
  - 龍が如く7 光と闇の行方 インターナショナル（2021年2月25日、PlayStation 5・Xbox One・Xbox Series X/S・Windows（Steam・Microsoft Store））
- The Yakuza Remastered Collection（2021年1月28日、Xbox One・Windows（Steam））
- バーチャファイター eスポーツ（2021年6月1日、PlayStation 4・アーケード）※第二研究開発本部との共同開発
- LOST JUDGMENT 裁かれざる記憶（2021年9月24日、PlayStation 4・PlayStation 5・Xbox One・Xbox Series X/S・Windows）
- たべごろ!スーパーモンキーボール 1＆2リメイク[3]（2021年10月7日、PlayStation 4・PlayStation 5・Nintendo Switch・Windows（Steam））
- 龍が如く7外伝 名を消した男 (2023年11月9日、PlayStation 5・PlayStation 4・Xbox One・Xbox Series X/S・Windows)
- 龍が如く8（2024年1月26日、PlayStation 5・PlayStation 4・Xbox One・Xbox Series X/S・Windows)
- 龍が如く8外伝 Pirates in Hawaii（2025年2月21日、PlayStation 5・PlayStation 4・Xbox One・Xbox Series X/S・Windows)
- STRANGER THAN HEAVEN（時期未定、プラットフォーム未定）[4]
- New VIRTUA FIGHTERプロジェクト（仮題）（時期未定、プラットフォーム未定）[5]